# Louroux-de-Beaune
Louroux-de-Beaune är en kommun i departementet Allier i regionen Auvergne-Rhône-Alpes i de centrala delarna av Frankrike. Kommunen ligger  i kantonen Montmarault som ligger i arrondissementet Montluçon. År 2022 hade Louroux-de-Beaune 180 invånare.

## Befolkningsutveckling
Antalet invånare i kommunen Louroux-de-Beaune
Referens: INSEE